# Partido Socialista (Puerto Rico)
El Partido Socialista  (PS), también conocido como Partido Socialista Obrero, fue un partido político anexionista en Puerto Rico, que también contemplaba la independencia en caso de que el Congreso negara la entrada a la Unión Americana. El partido se preocupaba por mejorar el bienestar social de los puertorriqueños.
Fue fundado el 18 de julio de 1899 como el Partido Obrero,  también conocido como el Partido Obrero Socialista, por Santiago Iglesias Pantín, uno de los primeros líderes del movimiento obrero puertorriqueño que fue influenciado por el Partido Socialista Laborista de América. Fue refundado formalmente como el Partido Socialista el 21 de marzo de 1915, en el municipio de Cayey. Originalmente funcióno como el brazo político de la Federación Libre de Trabajadores, que se convirtió en la rama puertorriqueña de la Federación Estadounidense del Trabajo. El partido era un afiliado del Partido Socialista de América .
En las elecciones de Puerto Rico, el Partido Socialista obtuvo 24,468 votos en 1917 (14 por ciento) y 59,140 votos en 1920 (23,5 por ciento). Con el tiempo, Iglesias y los socialistas se posicionaron más a favor de la estadidad y trabajaron con el Unión Republicana, uniéndose a ellos en una alianza electoral conocida como la Coalición que dominó la política de la isla desde 1932 hasta 1940. Los socialistas ganaron siete escaños en la convención constitucional de la isla, que se reunió entre 1951 y 1952.

## Desaparición
El partido se disolvió antes de las elecciones de 1956[cita requerida] y la dirigencia instruyó a los miembros del partido a unirse al Partido Popular Democrático.[cita requerida]